# Raionul Ceaplînka, Herson
Ceaplînka (în ucraineană Чаплинський район, transliterat: Ceaplînskîi raion) este un raion în regiunea Herson, Ucraina. Reședința sa este așezarea de tip urban Ceaplînka.

## Demografie
Componența lingvistică a raionului Ceaplînka
     Ucraineană (83,78%)
     Rusă (8,93%)
     Alte limbi (0,65%)
Conform recensământului din 2001, majoritatea populației raionului Ceaplînka era vorbitoare de ucraineană (83,78%), existând în minoritate și vorbitori de rusă (8,93%).